# Edward Hodges
Edward Hodges, född den 20 juli 1796 i Bristol, död där den 1 september 1867, var en engelsk musiker. Han var far till Faustina Hasse Hodges.
Hodges var först organist i sin hemstad och erhöll 1825 doktorsdiplomet från universitetet i Cambridge. Han blev 1839 organist i New York och återvände till England 1863. Hodges skrev flera kyrkliga kompositioner. 